# هونگ اون‌جونگ
هونگ اون‌جونگ (به انگلیسی: Hong Un-Jong) ژیمناست زادهٔ ۹ مارس ۱۹۸۹ میلادی اهل کشور کره شمالی است.